# Eucereon pseudocasca
Eucereon pseudocasca är en fjärilsart som beskrevs av Rothschild 1912. Eucereon pseudocasca ingår i släktet Eucereon och familjen björnspinnare. Inga underarter finns listade i Catalogue of Life.